# Kadipiro (Banjarsari)
Kadipiro is een bestuurslaag in het regentschap Surakarta van de provincie Midden-Java, Indonesië. Kadipiro telt 48.326 inwoners (volkstelling 2010).